# Santísima Virgen de Chapi
La Virgen de Chapi es una advocación mariana del Perú. Su santuario  está ubicado a unos 90 kilómetros de Arequipa en el desértico lugar denominado Chapi que se encuentra en el límite fronterizo entre los departamentos de Arequipa y Moquegua en el distrito de Polobaya. Sus festividades se celebran el 2 de febrero; Día de la Purificación o Candelaria. Sin embargo, sus fieles, escogieron el 1 de mayo como día central, fecha en que se da inicio al mes dedicado a la Virgen María, al igual que el 8 de septiembre, fiesta de su Natividad. En 2012 es declarado Patrimonio Cultural de la Nación.

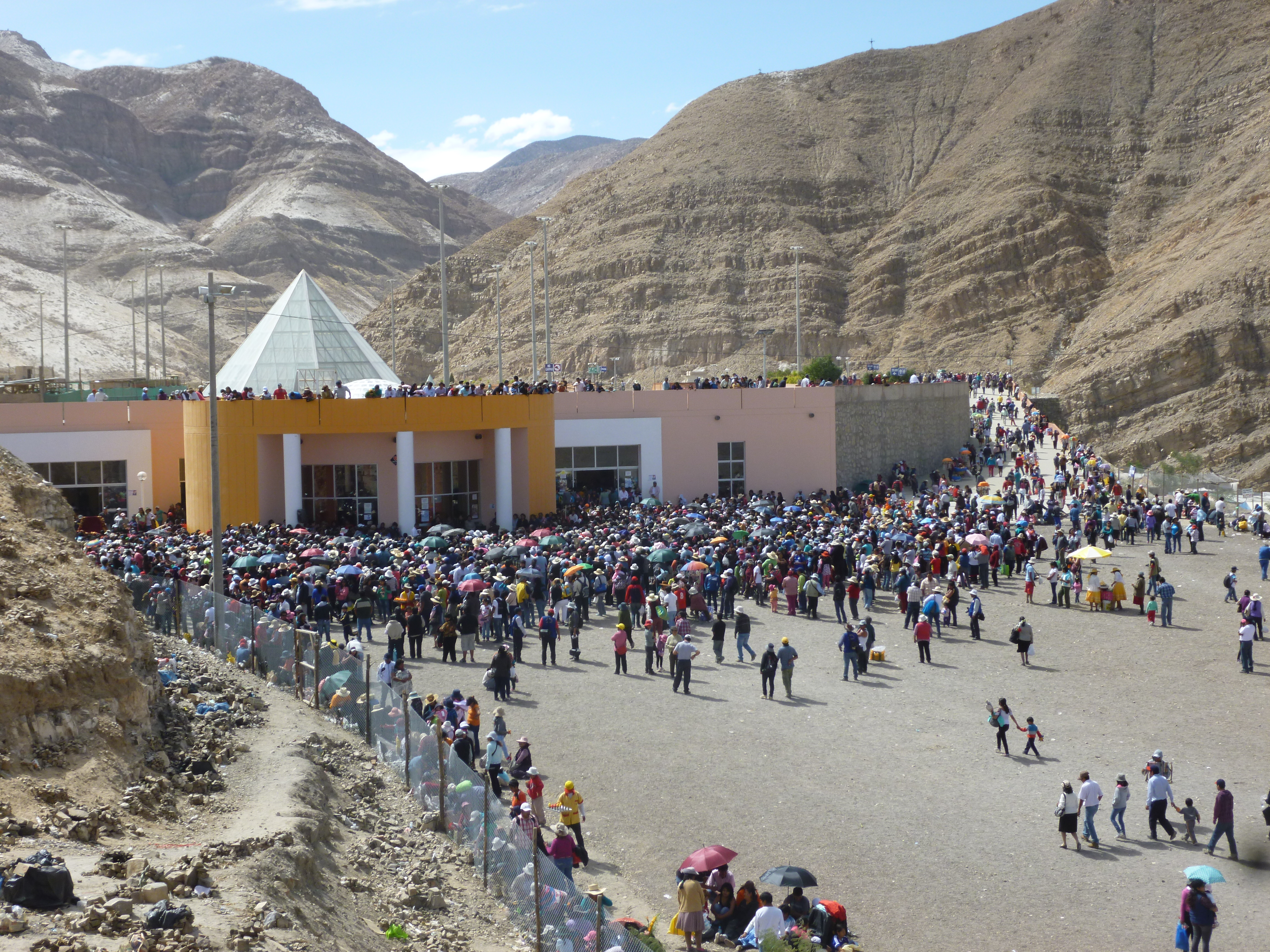
Vista del nuevo templo de la Virgen de Chapi.

La expansión de la fe en Perú y América en general como alma de la empresa descubridora del continente. En todas las iglesias se veneraba a Nuestra Señora bajo alguna advocación particular, por ejemplo Nuestra Señora de Copacabana en la iglesia de los padres agustinos; Nuestra Señora de Loreto y Nuestra Señora de la Chiquita, en la de los padres jesuitas; Nuestra Señora de las Mercedes (llamada también La Portera) y Nuestra Señora del Consuelo, en la de los padres mercedarios; etc. En lo que se refiere a la advocación de La Candelaria se tenía especial devoción en Cayma y luego en Characato.

## Orígenes
La expansión de la fe en Perú y América en general como alma de la empresa descubridora del continente. En todas las iglesias se veneraba a Nuestra Señora bajo alguna advocación particular, por ejemplo Nuestra Señora de Copacabana en la iglesia de los padres agustinos; Nuestra Señora de Loreto y Nuestra Señora de la Chiquita, en la de los padres jesuitas; Nuestra Señora de las Mercedes (llamada también La Portera) y Nuestra Señora del Consuelo, en la de los padres mercedarios; etc. En lo que se refiere a la advocación de La Candelaria se tenía especial devoción en Cayma y luego en Characato.

### Extensión de su culto en Arequipa
La Virgen de la Candelaria fue difundida principalmente por los agustinos en todo el sur del Perú y Bolivia (más conocida aquí como Virgen de Chapi). Rápidamente se difundió su advocación en Puno, Apurimac, Arequipa, Moquegua y Tacna. Difusión que estuvo favorecida también por el gran intercambio que se daba entre estas regiones.

### Llegada de la imagen de la Virgen a Chapi
Los orígenes del Santuario de Chapi se remontan aproximadamente al siglo XVIII. No hay certeza de quiénes trajeron la imagen de la Virgen Chapi desde España. Probablemente fueron los misioneros franciscanos a principios del siglo XVIII ya que éstos tenían a su cargo el curato de Pocsi del cual Chapi era una de sus capillas. También puede que la hayan traído los misioneros jesuitas quienes estaban establecidos en Moquegua desde el año 1709. La primera vez que aparece el nombre de Chapi en un documento histórico es en 1655. No se hace referencia a imagen o capilla de la Virgen sino solo a un "vallecillo" de poca extensión: "...se vendiesen a Españoles y otras personas y en particular un vallecillo de los de otro repartimiento de Pocsi tienen llamado Chapi.  Aproximadamente 116 mil peregrinos llegan a los pies de la Santísima.
El canónigo Presbítero Leónidas Bernedo Málaga (que fue párroco de Quequeña y además historiador), cita documentos históricos que no se han podido encontrar aún. Pero de ellos hace mención de que en agosto de 1795 hizo un viaje por el valle de Chapi el agrimensor público del rey y teniente de cosmógrafo mayor del reino, Francisco Gómez. En este viaje Gómez se dio cuenta de la imagen de la Virgen de la Candelaria que allí se venera y que fue traída desde Paranay en 1743. Otro documento que atestigua la existencia del valle de Chapi es una relación legalizada dela visita que hiciera el gobernador Intendente y Vice-Patrón real; don Antonio Álvarez Jiménez el 22 de septiembre de 1791. En esta visita no habla de la imagen de la virgen de la Candelaria pero sí del lugar donde se encuentra el Ayllu de Chapi que es el lugar que actualmente se llama "Capilla Vieja" situado a unos 6 kilómetros quebrada abajo. Este lugar era un ayllu de buen clima, y un lugar adecuado para la permanencia de los párrocos encargados de la zona. Este ayllu pertenece a Moquegua (ya que el límite de las regiones está entre la Capilla Vieja y el actual Santuario).

### Capilla Vieja
Cuando por Real cédula se decide desviar las aguas del Alto Arequipa hacia tierras más cercanas a la ciudad (Yarabamba y Quequeña), mucho de los pobladores que vivían en las cercanías de la antigua ciudad de Churajón (conocida también con el nombre de la Huaca) se ven obligados a trasladarse. Una gran parte se dirigió hacia Yarabamba y Quequeña ya que allí les otorgarían tierras de cultivo. Otra parte se estableció en Pocsi y Polobaya y un tercer grupo principalmente los indígenas que vivían en el pueblecito de Paranay, se dirigió hacia la quebrada pues aunque las aguas fueron desviadas había suficiente caudal en el río para el cultivo del valle. En estos traslados hacia los mencionados pueblos los habitantes llevaban consigo las imágenes de sus santos más venerados. En el caso de los indígenas de Paranay fue la imagen de la Virgen de la Candelaria (ya que aún no se la llamaba Virgen de Chapi). Escribe el P. Bernedo Málaga que en el año 1743 cuando la imagen de la virgen llegó al valle de Chapi según constaba en una relación dada por el Sr. Francisco Gómez en el año 1795. Los paranayos se extendieron a lo largo de todo el valle de Chapi que era un "ayllu" de buen clima y el lugar de frecuente residencia de los párrocos.
Situado donde los terrenos se ensanchan más aproximadamente a la mitad del valle en la zona denominada "Capilla Vieja" porque fue allí donde le construyeron a la imagen de la Virgen una capilla de barro, piedra y techo de paja. Durante poco más de cincuenta años los pobladores que ya no eran paranayos sino chapeños veneraron a su patrona en esa humilde capilla cuyos restos aún hoy pueden verse. La tradición oral indica 100 años. Esta construcción mide aproximadamente 20 metros de largo y 7.70 metros de ancho con una sola nave y muros de 1.15 metros de espesor con cuatro contrafuertes; una puerta central de acceso y dos laterales, cerca del altar principal donde seguramente estuvo la imagen, en este lugar vemos hoy una cruz vestida donde los peregrinos cada año van acumulando "vestiduras", milagros, fotografías y notas pidiendo alguna gracia. Al pie de esa cruz se puede leer la siguiente inscripción:
"Estos son los restos de la antigua iglesia de nuestra linda y hermosa madre de Chapi, peregrino eleva tus (dulces) oraciones".
Alrededor de esta capilla se encuentran cuatro altares en cada ángulo de la construcción que servían de "posadas" donde eran colocada la imagen durante la procesión. Allí la Virgen era homenajeada por los paranayos con expresiones propias de su folklore, como danzas ejecutadas con vestidos de plumas representando al cóndor. A la imagen se la adornaba también con plumas y con diminutos frascos de perfume que se le colocaban a modo de collar. 
Por aquellos años solamente se celebraba la fiesta de febrero que seguramente el número de peregrinos iría aumentando poco a poco ya sea porque asistían los antiguos devotos de Paranay que no vivían en Chapi, ya sea porque los favores recibidos aumentaban la fama de la venerada imagen (lo cierto es que estos peregrinos eran lo suficientemente numerosos e indisciplinados, como para que los vecinos por boca de un tal Felipe Adrián elevaran una queja al párroco de Pocsi (al cual pertenecía Chapi). Don Juan de Dios José Tamayo pidiéndole que por favor se trasladara la imagen de la Virgen debido a que había "toda clase de desórdenes". Cuando los peregrinos festejaban a nuestra señora. atendiendo a las razones dadas el señor Párroco ordenó el traslado de la imagen hacia Pocsi, esto fue en 1798.

### Traslado de la imagen
De acuerdo por lo dispuesto por el Párroco de Pocsi la imagen sería trasladada desde el valle de Chapi hacia Sogay, cerca de Quequeña, para lo cual nombró "dos comisiones especiales de indígenas de Sogay y Chapi". Los miembros de dichas comisiones arreglaron un poco el camino y cuando concluyeron éstos y los demás trabajos preparatorios sacaron la imagen de su capilla éstos y cargándola en hombros comenzaron su trayecto hacia Sogay. Recordemos que por aquella época a la "Capilla Vieja" sólo se llega a pie o a lomo de burro por un sendero angosto y accidentado de ahí que el traslado fuera una tarea poco fácil. Cuando las comitivas hubieron hecho más o menos una legua (4.6 kilómetros) se detienen probablemente a descansar antes de comenzar el difícil ascenso de la escalerilla. 
Los más antiguos ubican el lugar de parada en el frente del actual Santuario donde hoy se estacionan los colectivos. Fue aquí cuando tuvo lugar un hecho milagroso que se ha transmitido oralmente, de ahí que algunos detalles no coincidan. Se mezclan en el relato el núcleo de verdad con elementos piadosos. Unos dicen que una lluvia de ceniza unida a un fuerte viento impedía la visibilidad por lo cual tuvieron que detenerse dejando la imagen en el suelo y al querer levantar la imagen para proseguir no pudieron hacerlo. Otros dicen que una vez detenidos comenzó a llover ceniza y a correr fuerte viento por lo que quisieron re-emprender la marcha pero al querer levantar la imagen no pudieron. Y otros dicen; que terminado el descanso tratan de levantar la imagen pero no pueden hacerlo y que al intentarlo nuevamente comenzó a soplar un viento fuerte y arremolinado que arrojó gran cantidad de ceniza. ¿Cómo sucedió pues el hecho?. A ciencia cierta nadie puede decirlo lo que sí podemos decir con verdad que sucedió es que la virgen manifestó su voluntad de quedarse haciendo que su imagen pesara más de lo normal (milagro ocurrido también en otras ocasiones: con la imagen de la Virgen de la Candelaria de Cayma que estaba destinada al Cusco. Edmundo Motta Zamallo,o con la imagen de Nuestra Señora de la Raíz en México o con la de Nuestra Señora de Copacabana en Bolivia, etc.). En cuanto al fuerte viento con ceniza, puede explicarse ya que para esa época el volcán "Omate" o "Huaynaputina" de Moquegua arrojó durante ocho días una gran cantidad de ceniza abarcando aún la zona del valle de Chapi llamada El cenicero. Lo milagroso de este fenómeno fue que esta ceniza cayera cuando se estaba realizando la traslación de la imagen.

### El nombre de la Virgen
Cuando sucedió lo anteriormente narrado viejas quichuístas que iban en la comitiva oyeron una voz que dijo " ¡¡Chaypi, Chaypi!!", otros: "¡¡Chajchay llallápi!!" y otros: "¡¡Chaj llallápi!!", expresión que según los entendidos provienen del quechua y del aymara y que todas expresan más o menos lo mismo "¡¡Aquicito nomás!!", "¡¡aquí, aquí!!", "¡¡aquí nomás!!", "!!hasta aquí!!". Fueron entonces estas mismas personas según los mayores los que dijeron: "La Virgen no solo quiere quedarse aquí sino que se ha dado el nombre". A partir de ese momento probablemente, se comenzó a conocer a esta imagen con el nombre de Virgen de Chapi (o sea la Virgen de Aquí). Ya que hasta entonces —según el P. Málaga— se la conocía como Nuestra Señora de la Purificación del Valle de Chapi. Lo cual encierra algo de verdad ya que aunque su nombre actual coincide con el valle (llamado así por la abundancia de "chapis", es decir cactus) a sus iguales de Cayma y Characato siempre se las conoció como la Candelaria de Cayma y la Candelaria de Characato (o más antiguamente la Purificación de Cayma y la Purificación de Characato). Pero a esta imagen se la conoce como la Virgen de Chapi. Estos milagros fueron los que recorrieron los pueblos aledaños y aun la ciudad de Arequipa, causando el aumento del número de peregrinos. Sea como fuere y aun prestando oídos a los más escépticos si queremos ser fieles a la verdad histórica debemos afirmar que en este lugar del valle de Chapi (donde está el actual santuario).

## De una "chujlla" al Templo Viejo
Después de que el cielo manifestara su voluntad de que la imagen de la Virgen quedara en Chapi, los indígenas de Sogay y de Chapi inmediatamente levantaron un chujlla es decir una pequeña ramada o "cabaña con techo de ramas" para cobijar la imagen en el lugar del milagro mientras le edificaban la capilla de barro y piedra. Lo cierto es que a la orilla derecha de la "Plaza Vieja" (si miramos de frente al Templo Viejo) se encontraba la capilla antes mencionada (la mayoría de la tradición oral dice esto) donde estoy se ubican las construcciones de los comerciantes que vienen en mayo. Esta pequeña capilla sufrió un incendio, pero los pobladores la volvieron a reconstruir y en el año 1868 se cae con el terremoto que asoló el sur peruano. De manera asombrosa la imagen salió indemne.
Luego del terremoto el señor cura Don Pablo Retamozo Málaga comenzó la construcción de un nuevo templo "con la cooperación voluntaria y eficaz de los vecinos de Chapi y Quequeña". Si bien nadie nos sabe decir donde se construyó el templo del P. Málaga creemos que fue sobre el que cayó y no como dice el P. Cárdenas, que lo identifica con el "Templo Viejo" ya que esto no coincide con lo dicho por el P. Bernedo Málaga. Además desde que el P. Retamozo decide construir el templo Viejo en 1887 hasta 1893 en que se cavan los cimientos (lo cual da a suponer algo nuevo y no continuación de algo comenzado) y hasta 1898 en que se terminó el Templo Viejo; lo lógico es que los oficios religiosos se hayan continuado en la otra capilla elevada por el P. Bernedo Málaga en vez de hacerlo al aire libre o en un ligar provisional máxime porque febrero es mes de lluvias. también hay que tener en cuenta que el actual Templo Viejo de sillar y de "de aspecto digno y decoroso" y la del P. Málaga era de barro y piedra "de aspecto tan humilde y modesto como la que se cayó". Ahora bien de estos antiguos templos no quedan huellas, y de haberlas podrían estar bajo los cimientos de los antedichos mercadilleros.

### El Templo Viejo o Iglesia Vieja
Refiere el P. Bernedo Málaga que el P. Don Emeterio Retamozo, a la sazón párroco de Pocsi, visitó la antigua capilla de Chapi levantada por el P. Málaga y al ver su "triste estado"  decide levantar un "templo digno y decoroso que sirviera de morada a la Madre de Dios". Como la obra demandaría gran esfuerzo el P. retamoso decide formar una junta con aquellos devotos que quisieran ayudarlo en su propósito. "estos señores fueron: Ciriaco Herrera, Manuel Arrieta, Pascual Cornejo y Manuel Quiroz". fue así como el 12 de febrero de 1893 se comenzaron a excavar los cimientos del nuevo templo, el cual tendría aproximadamente 41 metros de largo por casi 9 metros de altura. el techo —que sería abovedado y de calaminas— con una linterna en la parte superior para dar luminosidad al recinto ya que solo había dos ventanas, una en el ábside y otra en la torre que se comunica con el interior. Para poder realizar esta construcción se utilizaría sillar, pero tendrían que traerlo desde Arequipa, afortunadamente se encontraron con este material en una de las laderas de las montañas que a partir de ese momento se comenzó a llamar Las Canteras. este lugar queda a 40 minutos de camino recorrido a pie desde el templo viejo, quebrada abajo, a mano derecha y a unos 200 metros, sobre el nivel del camino. Todavía pueden verse los restos del sillar que quedaron luego de ser labrados. Por los comentarios de la gente más vieja esa pequeña cantera dio al sillar necesario para toda la iglesia y las construcciones complementarias. 
En general la iglesia guarda en su forma exterior una semejanza con las iglesias coloniales de Arequipa. La fachada estaba adornada con cuatro columnas y una pequeña torre rematada con una cruz. en la cúpula sobre dos estatuas como de niños o ángeles con los brazos abiertos dando la bienvenida a los peregrinos. Delante del templo se colocó una cruz como era costumbre en esa época y sobre el arco de la puerta central hay una cabeza como de fraile y se cree que representa al P. Retamoso quien inició la obra. Aunque lo más probable es que sea del P. León, franciscano, quien como testigo directo se transformó en un propagador de su devoción. El templo viejo lució por lo menos tres colores distintos a lo largo de los años. Por las capas de pintura podemos ver que primero fue pintada de coloro rojo ladrillo (como siena tostada pero más rojizo), luego de un color beige (como una mezcla de siena tostado y amarillo ocre) y por último azul celeste (muy parecido al azul ultramar). Colores muy utilizados desde la época de la colonia y que actualmente pueden verse en los edificios restaurados como en los claustros del convento Santa Catalina. El interior era muy sencillo. El piso era de ladrillo (de forma hexagonal) asentado sobre arena. A los costados como a la mitad del templo hay dos hornacinas donde estaban las imágenes de San Miguel (a la izquierda de la puerta principal) y de San Isidro Labrador y su esposa —María de la cabeza— (a la derecha de la puerta principal). Todavía se ven los restos de las molduras de madera colocadas a los costados de los mismos. Y cerca del ábside se encontraba el altar principal con el retablo donde estaba la imagen de la Virgen que dominaba todo el recinto. El altar con la virgen estaba sobre un área de 4.30 metros por 2.90 metros aproximadamente, debajo del cruce entre la nave central y los laterales. esta zona tenía como un "pasillo" que rodeaba el altar de unos 0.80 metros y que tenía piso de mosaico. Tal habían uno o dos escalones revestidos también en mosaico y el altar y el pedestal donde estaba la Virgen era de sillar o ladrillo estucado y pintado. Por detrás del altar había una pequeña escalera que permitía descender la imagen en los días de fiesta. Frente a toda esta área había una reja que servía además de comulgatorio. Y cerca de la Virgen dos ángeles arrodillados llamados los Negritos ya que como a ellos les alcanzaba todo el humo de las velas habían quedado tiznados, de ahí que recibieran ese apodo.